# Поликсо (дъщеря на Нил)
Вижте пояснителната страница за други значения на Поликсо.
Поликсо (на старогръцки: Πολυξώ, Polyxo) в гръцката митология е наяда, нимфа на Нил, дъщеря на речния бог Нил, син на Океан и Тетида. Тя е една от съпругите на Данай, цар на Аргос. Майка е на 12 дъщери, които се женят за 12-те синове на Египт. Имената на нейните дъщери са:
Автоноя, Теано, Електра, Клеопатра, Евридика, Главкипа, Антелея, Клеодора, Евипа,
Ерато, Стикна, Брика.
Съпругът ѝ имал общо петдесет дъщери – Данаидите, които се женят за 50-те синове на Египт. Всичките му дъщери – с изключение на Хипермнестра, убиват съпрузите си в първата им брачна нощ.